# Richelieu (slagskepp)
Richelieu var ett franskt slagskepp och det första fartyget i Richelieu-klassen. Hennes klass byggdes som ett svar på den italienska Littorio-klassen och baserades på sina omedelbara föregångare i Dunkerque-klassen med samma okonventionella arrangemang som grupperade huvudbatteriet i två fyrdubbla kanontorn i fören. De skalades upp för att rymma ett mycket kraftfullare huvudbatteri med åtta 38 cm kanoner (jämfört med Dunkerques 33 cm kanoner), med förstärkt pansar för att skydda dem mot kanoner av samma kaliber. Richelieu kölsträcktes 1935 och sjösattes 1939, strax före utbrottet av andra världskriget i Europa. När kriget med Tyskland blev alltmer sannolikt påskyndades arbetet med fartyget för att förbereda det för leverans i april 1940.
Det färdigställdes bara några dagar innan tyskarna vann slaget om Frankrike i juni och Richelieu flydde till Dakar i Franska Västafrika för att inte falla i tyska händer. Där utsattes hon för upprepade brittiska attacker som var avsedda att antingen tvinga slagskeppet att ansluta sig till de fria franska styrkorna eller sänka henne, bland annat under Operation Catapult i juli 1940 och slaget om Dakar i september. Fartyget skadades i båda attackerna och reparerades långsamt innan det slutligen överlämnades till fri fransk kontroll efter den allierade invasionen av Nordafrika i november 1942. Efter att ha skickats till USA för reparationer och en omfattande modernisering tjänstgjorde fartyget med den brittiska Hemmaflottan i början av 1944 innan det skickades till den Östra flottan för operationer mot japanerna i Indiska oceanen. Dessa inkluderade eldunderstöd mot markmål och i maj 1945 var hon närvarande under slaget vid Malackasundet, även om hon var för långt borta för att kunna angripa de japanska fartygen innan de sänktes.
Richelieu ingick i den styrka som befriade Singapore efter den japanska kapitulationen i september, och hon opererade senare i Franska Indokina som en del av de första ansträngningarna för att återupprätta det franska kolonialstyret. Hon återkallades till Frankrike i december 1945 och reparerades och moderniserades 1946. Fartygets besättning fick relativt begränsad träning under de närmaste efterkrigsåren och 1952 togs hon ur aktiv tjänst för att användas som skytteutbildningsfartyg. År 1956 placerades hon i reserv och användes därefter som stationärt utbildningsfartyg och kasernfartyg fram till 1967, då den franska flottan beslutade att göra sig av med henne. Hon såldes för skrotning 1968.

## Design

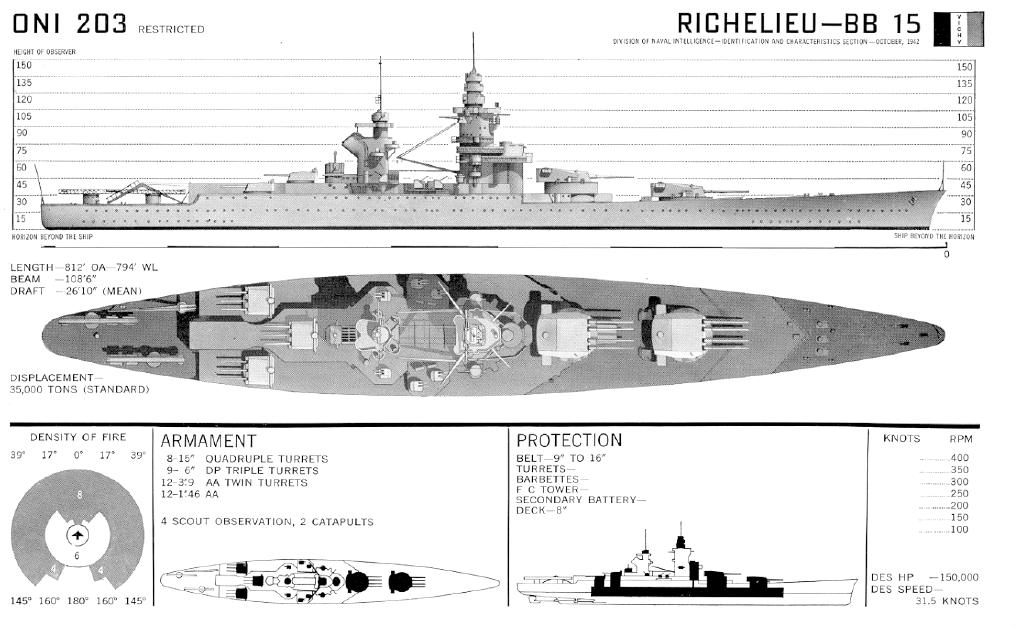
Ritning på Richelieu i sin ursprungliga konfiguration.

När Italien 1934 meddelade att man skulle börja bygga två slagskepp av Littorio-klass med 38,1 cm kanoner började den franska flottan omedelbart förbereda sig för att möta dem. De små slagskepp av Dunkerque-klass som hade beställts utgjorde mallen för nästa franska slagskeppsdesign, men den behövde skalas upp för att matcha de nya italienska fartygen. Designstaben övervägde 38 och 40,6 cm kanoner, men de sistnämnda kunde inte införlivas i en konstruktion som höll sig inom den gräns på 35 560 ton som infördes genom Washingtonavtalet, och den valdes snabbt bort. Dunkerque-slagskeppen hade sitt huvudartilleri monterat i två fyrdubbla kanontorn i ett par framför överbyggnaden, och flottan experimenterade med andra arrangemang, inklusive kombinationer av tredubbla- och dubbeltorn, men behovet av att minimera pansarbältets längd (och därmed dess vikt) gjorde att Dunkerque-klassens utformning var nödvändig.
Richelieu hade ett deplacement på 37 850 ton i standardutförande och 44 698 ton fullt utrustat, med en total längd på 247,85 meter, en bredd på 33,08 meter och ett maximalt djupgående på 9,9 meter. Hon drevs av fyra växlade Parsonturbiner och sex oljeeldade Sural-vattenrörspannor, som producerade totalt 155 000 axelhästkrafter (116 000 kW) och gav en maxhastighet på 32 knop (59 km/h). Vid en marschfart på 15 knop (28 km/h) hade fartyget en räckvidd på 9 500 nautiska mil (17 600 km). Besättningen bestod av 1 569 officerare och värnpliktiga. Fartyget hade fyra Loire 130 pontonflygplan på kvartsdäck, och flygplansfaciliteterna bestod av en ångkatapult och en kran för att lyfta ombord landande flygplan.
Hon var beväpnad med åtta 38 cm/45 Modèle (Mle) 1935-kanoner placerade i två fyrdubbla kanontorn som båda var placerade i ett par framför överbyggnaden. Hennes sekundära beväpning bestod av nio 15,2 cm/55 Mle 1930-kanoner monterade i tre trippeltorn, placerade på den bakre överbyggnaden. Det tunga luftvärnet bestod av tolv 10 cm/45 Mle 1930 luftvärnskanoner i dubbeltorn. Det lätta luftvärnet tillhandahölls av ett batteri med fyra dubbelmonterade 37 mm kanoner och tjugo 13,2 mm kulsprutor i fyra fyrdubbla och två dubbla fästen. Fartygets bältespansar var 330 mm tjockt mittskepps, huvudbatteriets torn skyddades av 430 mm pansarplåt på sidorna och däckspansaret var 170 mm tjockt.

## Historia

### Byggnation
Kontraktet för Richelieu tilldelades Arsenal de Brest den 31 augusti 1935, och fartyget kölsträcktes den 22 oktober i docka nr 4 som nyligen hade byggt Dunkerque. Sjösättningsrampen var inte tillräckligt lång för att rymma det nya slagskeppets hela längd, så skrovet fick byggas i delar. Huvuddelen av skrovet, som uppgick till 197 meter, byggdes på slipen, medan en 43 meter lång del av fören och en 8 meter lång del av aktern byggdes på annat håll och fästes efter att resten av fartyget sjösattes den 17 januari 1939. Det franska beslutet att påbörja byggandet av Richelieu 1935 gjorde att landet bröt mot Washingtonfördraget, som skulle upphöra att gälla den 31 december 1936, eftersom det sammanlagda tonnaget för de två Dunkerques-slagskeppen och Richelieu översteg de 71 000 ton som Frankrike hade tilldelats under moratoriet för byggande av nya slagskepp. Frankrike använde det tysk-brittiska flottavtalet, som Storbritannien ensidigt hade undertecknat med Tyskland i juni 1935, för att avfärda de brittiska invändningarna mot det nya fartyget, även om de ändå bromsade byggandet av Richelieu för att minska den brittiska oron. Arbetet bromsades också av strejker på varven för bättre löner och arbetsvillkor.
När andra världskriget bröt ut i september 1939 hade skrovet färdigställts, men krigsutbrottet ledde till att marinledningen beslutade att dra ner på arbetet med andra, mindre färdiga fartyg för att koncentrera sig på Richelieu och hennes systerfartyg Jean Bart. Fartyget påbörjade sina första tester den 15 oktober medan det fortfarande höll på att utrustas i ett försök att snabbt ta fartyget i tjänst. Motortester började den 14 januari 1940 och en vecka senare var hennes huvudbatteri klart när den sista kanonen hade installerats. Ytterligare tester genomfördes mellan den 31 mars och 7 april. De formella testerna inleddes den 14 april. Reparationer utfördes i Brest mellan den 19 och 27 maj, och eldledningsutrustning för huvud- och sekundärbatterierna installerades. Richelieu genomförde sina sista maskineritester den 13 juni och nådde 32,63 knop (60,43 km/h) från 179 000 hk (133 000 kW), vilket översteg hennes designade prestanda. Provskjutningar av kanonerna genomfördes den 13 och 14 juni. Arbetet med fartyget avslutades den 15 juni 1940, dagar innan Frankrike kapitulerade till Tyskland efter slaget om Frankrike.

### Andra världskriget

#### Under Vichy kontroll
När de tyska trupperna ryckte fram i Frankrike i mitten av juni beslutade flottan att evakuera Richelieu till Dakar i Franska Västafrika. Tidigare planer hade varit att skicka flottan till brittiska hamnar för att fortsätta kriget, men när möjligheten till ett förhandlat vapenstillestånd dök upp beslutade regeringen att flottan skulle vara ett användbart förhandlingsobjekt. Följaktligen skulle fartygen bevaras under fransk kontroll, undan tysk kontroll. Klockan 06:45 tog fartyget emot en last av ammunition och bränsle, även om det endast fick 198 kvarts-laddningar till sitt huvudbatteri, vilket motsvarade krut som räckte till 49 granater. Material som ännu inte hade installerats lastades också hastigt på fartyget för att monteras när Richelieu nådde säkerheten i Dakar. Hon tog också ombord guldreserver från Frankrikes centralbank och 250 kadetter från École Navale (flottakademin). Tiden räckte inte till för att alla skulle kunna samlas och borda fartyget, och klockan 04.00 nästa morgon gav sig Richelieu iväg medan tyska trupper närmade sig Brest. Richelieu färdades i sällskap med jagarna Fougueux och Frondeur medan tyska flygplan gjorde flera resultatlösa attacker mot fartygen. Till en början färdades de med en hastighet av 22 knop (41 km/h), men problem med pannorna tvingade fartygen att sänka hastigheten till 18 knop (33 km/h). Richelieus roder-motorer gick också sönder upprepade gånger under resan, även om besättningen lyckades reparera dem. Utanför Casablanca i Franska Marocko klockan 17:00 den 20 juni avvek eskorterna för att bunkra, och deras plats togs av den nya jagaren Fleuret. De två fartygen fortsatte sedan till Dakar, dit de anlände 17:44 den 23 juni.

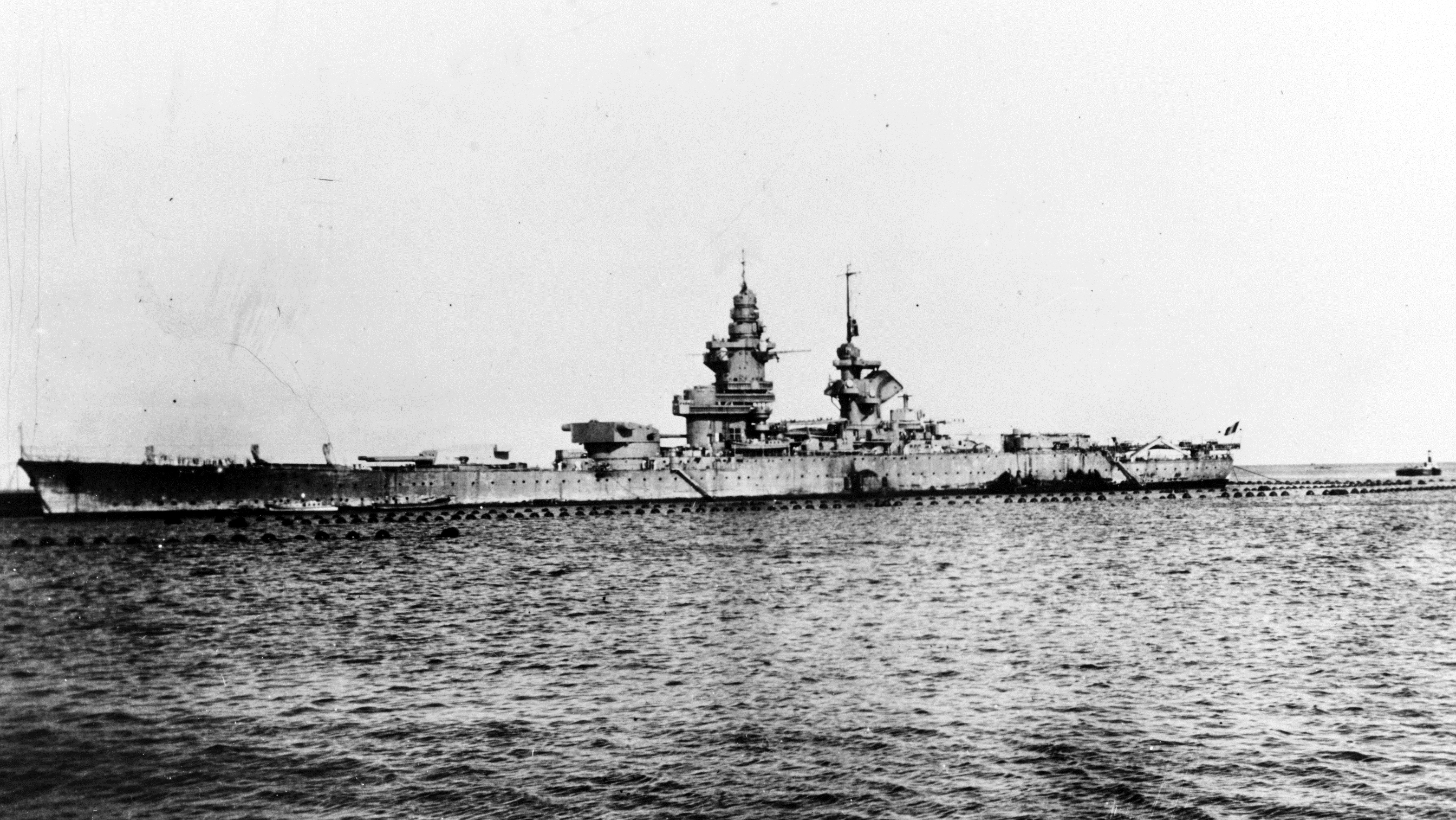
Richelieu i Dakar 1940.

När Richelieu anlände till Dakar stod hon inför en besvärlig situation medan förhandlingarna om vapenstillestånd fortfarande pågick. Befälhavaren för de franska sjöstridskrafterna i regionen, Contre-amiral Plançon, och generalguvernören för Franska Västafrika, Léon Cayla, stöttade ett fortsatt krig mot Tyskland. Dessutom fanns betydande brittiska flottenheter i området, bland annat hangarfartyget HMS Hermes som låg i Dakar och den brittiska Sydatlantiska eskadern som befann sig i närheten. Samtidigt hade Richelieu förbrukat hälften av sitt bränsle för att fly från Brest, och hon hade inte ammunition för någon uthållig eldgivning med sina huvud- eller sekundärkanoner. Amiral François Darlan, stabschefen för den franska flottan, skickade ett telegram natten mellan den 23 och 24 juni för att varna Marzin för att britterna kunde komma att attackera fartyget för att neutralisera det i händelse av en fransk kapitulation, och beordrade honom att påbörja förberedelser för att borra fartyget i sank om behovet skulle uppstå. Under tiden, den 23 juni, lämnade den brittiska tunga kryssaren HMS Dorsetshire Freetown för att observera Richelieu i Dakar.
Den 25 juni fick Marzin veta att den franska regeringen hade undertecknat vapenstilleståndet med Tyskland. Darlan instruerade honom att fartyget skulle förbli under fransk kontroll, och om detta visade sig vara omöjligt skulle han sänka fartyget eller försöka fly till det då neutrala USA. Marzin beslutade att med tanke på hotet från brittiska krigsfartyg i området var det bästa tillvägagångssättet att försöka fly till Casablanca och ansluta sig till den franska flottan där, och så klockan 14:30 seglade Richelieu iväg i sällskap med Fleuret. HMS Hermes lyfte också ankaret och började följa Richelieu med sina Fairey Swordfish-torpedflygplan på sitt flygdäck, men kustartilleriet riktade sina kanoner mot fartyget och övertalade Hermes befälhavare att återvända till hamnen. Dorsetshire skuggade ändå Richelieu medan hon var till sjöss. Nästa morgon beordrade Darlan, som fruktade att Marzin försökte hoppa av till de fria franska styrkorna, honom att återvända till Dakar. Marzin lydde och vände fartygen tillbaka till hamnen, men under resan fick han ändrade order som instruerade honom att vänta cirka 120 nautiska mil (220 km) norr om Kap Verde för att eskortera 1:a divisionen av hjälpkryssare till Dakar, eftersom de transporterade ytterligare en last med guld från Frankrikes centralbank. Richelieu lyckades inte få kontakt vid den föreskrivna mötesplatsen, och eftersom hon inte hade embarkerat något av sina pontonflygplan innan hon flydde från Brest, kunde hon inte genomföra en sökning från luften. Marzin återvände istället till Dakar den 28 juni; konvojen anlände, efter att ha blivit kraftigt försenad, den 4 juli.
Efter att ha återvänt till hamnen började arbetet med att göra fartyget redo att användas så snabbt som möjligt. Marzin beordrade att ett lager av 33 cm drivladdningar som hade lagrats för slagskeppet Strasbourg före Frankrikes kapitulation skulle omvandlas till laddningar som kunde användas av Richelieu. Sekundärartilleriet gjordes redo för insats tio dagar senare, men de saknade eldledningssystem som kunde spåra flygplan, så de kunde endast användas mot fartyg. Enligt villkoren i vapenstilleståndet skulle Richelieu återföras till Toulon, där hon skulle demobiliseras, men tyskarna beslutade senare att inte tillåta flytten, eftersom de fruktade att britterna skulle försöka lägga beslag på fartyget under passagen genom Gibraltarsundet; britterna hade under tiden det felaktiga intrycket att tyskarna försökte lägga beslag på den franska flottan för eget bruk. Detta ledde till Operation Catapult, en serie attacker mot franska krigsfartyg för att neutralisera de fartyg som inte ville övergå till de fria franska styrkorna.

##### Brittisk attack den 8 juli 1940 och reparationer

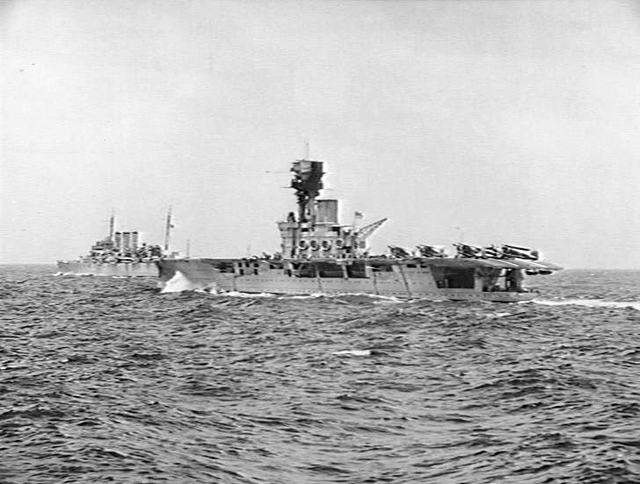
HMS Hermes (i mitten) och Dorsetshire (i bakgrunden) utanför Dakar.

Den del av Operation Catapult som riktade in sig på Richelieu bestod av hangarfartyget HMS Hermes och kryssarna HMAS Australia och HMS Dorsetshire utanför Dakar. Den 4 juli, dagen efter att britterna hade angripit Mers-el-Kébir, beordrade Plançon ubåtarna Le Glorieux och Le Héros att angripa Dorsetshire medan hon seglade  utanför hamnen. Han instruerade också kustbatterierna att öppna eld om hon närmade sig inom 15 km, men Dorsetshire fortsatte att hålla sitt avstånd. Marzin flyttade Richelieu till en position nära ön Gorée, riktad mot söder så att fartygets huvudbatteri kunde sikta på alla fartyg som närmade sig Dakar. Britterna hade tänkt skicka Force H till Dakar efter attacken mot Mers-el-Kébir, men behovet av att återvända för att förstöra Dunkerque tvingade britterna att utnyttja Hermes. Den 7 juli skickades slupen HMS Milford för att kontakta Plançon och ställa ett ultimatum om att antingen överlämna sitt fartyg till brittisk kontroll eller sänkas.
Marzin förberedde fartyget för strid nästa morgon och tänkte använda de åtta patroner som fanns i huvudkanonerna för att attackera HMS Hermes. Andra styrkor i Dakar sattes i beredskap och Le Héros seglade återigen ut för att hjälpa till med attacken. Medan de franska förberedelserna pågick skickade britterna en motorbåt från Milford för att släppa fyra sjunkbomber under Richelieus akter för att oskadliggöra hennes propellrar, men detta misslyckades. Klockan 04:15 skickades en grupp Swordfish-flygplan från Hermes när Richelieu var på väg ut. En av deras torpeder träffade fartyget akterut på styrbordssidan och slog ett hål som var 9,3 x 8,5 meter stort mellan propelleraxlarna. Den resulterande chocken satte många av fartygets system ur funktion. Två av hennes eldledningssystem slogs ut, styrbords propelleraxlar böjdes och explosionen orsakade betydande översvämningar. Skadekontrollgrupper pumpade ut bränsle ur tankarna för att motverka förlusten av flytkraft akterut och fartyget bogserades in i hamn för reparationer. Torpedskyddsnät sattes upp runt fartyget, som hade tagit in cirka 2 400 ton vatten och som vid lågvatten låg på hamnbottnen.
Senare på eftermiddagen placerades tankfartyg intill och började pumpa olja ur fartygets bunkrar för att minska djupgåendet, men vatten fortsatte att läcka in i skrovet genom kabelkanalerna. Pumpar på fartyget hjälpte till att kontrollera översvämningen, men slangarna lossnade upprepade gånger när Richelieu steg och sjönk med vågorna. För att ytterligare komplicera arbetet med att reparera fartyget saknade Dakar en torrdocka som var tillräckligt stor för att rymma Richelieu; slagskeppet kunde inte enkelt tömmas för att reparera skadan. Istället måste skadade vattentäta skott lagas och pumpas ut individuellt. Den 28 augusti fanns cirka 1 300 ton vatten kvar ombord på fartyget. Den tunga användningen av pumparna orsakade frekventa haverier, vilket ytterligare fördröjde arbetet. I sin rapport om attacken och de efterföljande reparationerna kritiserade Marzin felaktig konstruktion och byggmetoder som hindrade skadebegränsningsarbetet, bland annat otillräcklig pumputrustning, dålig kvalitetskontroll vid svetsning av skott och underlåtenhet att se till att kritiska komponenter som tornstommarna var vattentäta.
Medan arbetet med att kontrollera och vända översvämningen pågick, var andra reparationer nödvändiga för att återställa fartyget till operativ status. Eldledningssystemet fick återmonteras, ledningar som skadats av översvämningen eller läckande olja måste bytas ut, och flera av de elektriska generatorerna, som hade blivit svårt skakade av explosionen, måste repareras. Med tanke på de begränsade möjligheterna att reparera skadorna på fartyget inriktade Marzin sina ansträngningar på att se till att huvud- och sekundärbatterierna kunde användas effektivt, även om fartyget endast kunde användas som ett statiskt flytande batteri mot en förväntad andra attack från brittiska styrkor. Amiral Jean de Laborde flög till Dakar för att genomföra en inspektion och hjälpa till att organisera försvaret. Som en del av dessa förberedelser avsattes både Plançon och Cayla, som misstänktes vara probrittiska, från sina poster, och Plançons plats togs av CA Platon och sedan CA Landriau.
Arbetare på det lokala varvet tog metall från andra fartyg i hamnen för att tillverka en 11,5 meter lång, kvadratisk plåt för att täcka hålet efter torpeden, som enligt planerna skulle installeras senast den 10 september. Detta skulle göra det möjligt att tömma de bakre magasinen för 15,2 cm och 37 mm kanonerna. Samtidigt började varvet bygga en ståldamm runt fartyget som skulle vara klar i slutet av oktober, vilket skulle göra det möjligt att pumpa resten av skrovet torrt. Efter att skrovet pumpats ut skulle de permanenta reparationerna ha slutförts i januari 1941. Totalt 150 kompletta laddningar för huvudbatteriet tillverkades genom att man modifierade det lager som var avsett för Strasbourg. Delar av besättningen skingrades för andra uppgifter: 106 skickades för att bemanna de beväpnade hjälpkryssarna i hamnen, vars reservistbesättningar måste demobiliseras, och den 64 man starka besättningen i det främre kanontornet skickades för att bemanna kustbatteriet vid Kap Verde-halvön. Efter att ytterligare 132 reservister från Richelieu hade demobiliserats fanns totalt 1 039 officerare och män kvar ombord på fartyget. 100- och 13,2 mm-kanonerna samt kulsprutorna hölls bemannade kontinuerligt på grund av risken för ytterligare brittiska flygattacker.

##### Slaget om Dakar

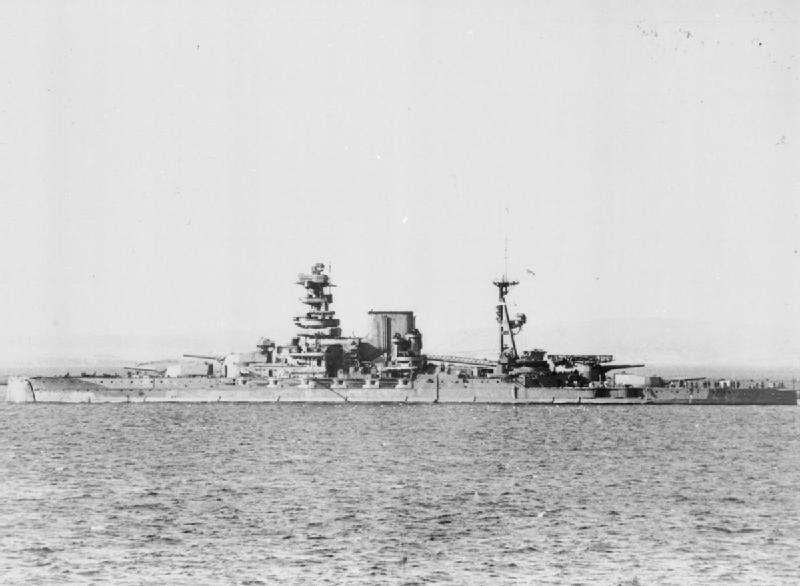
, Richelieus främsta motståndare under striden.

Medan reparationerna pågick i augusti började britterna förbereda en ny attack med kodnamnet Operation Menace. Den brittiske premiärministern Winston Churchill försökte använda en kontingent fria franska styrkor under ledning av Charles de Gaulle för att invadera kolonin och lägga beslag på fartyget för att använda det mot Tyskland. I slutet av augusti hade en konvoj med fem fartyg lastade med vapen och förnödenheter skickats, och den slog sig senare ihop med en andra konvoj med sex trupptransportfartyg med cirka 2 400 fria franska soldater och 4 270 brittiska soldater. Den marina stödstyrkan bestod av hangarfartyget HMS Ark Royal och slagskeppen HMS Barham och HMS Resolution, tillsammans med fyra kryssare och många andra krigsfartyg. Enligt planen skulle de Gaulle använda sina franska styrkor för att försöka säkra kolonin, och endast begära brittiskt stöd om Vichystyrkorna gjorde motstånd. Samtidigt hoppade flera franska kolonier i Afrika av till det fria Frankrike, vilket fick Vichy-regeringen att få tillstånd av den tyska vapenstilleståndskommissionen att skicka flera lätta kryssare och jagare för att förstärka sina innehav i Afrika, kallade Styrka Y. På grund av risken att stöta på brittiska fartyg på vägen lämnades jagarna tillfälligt kvar i Casablanca medan de tre kryssarna, som hade med sig förnödenheter och ytterligare män för att bemanna kustbatterierna, i hög fart seglade söderut. De nådde Dakar den 14 september, och efter att ha släppt av manskap och förnödenheter fortsatte de söderut till Franska Ekvatorialafrika (i det som nu är dagens Gabon).
Britterna trodde att ankomsten av Styrka Y var ett tecken på att fransmännen kände till Operation Menace, men de Gaulle beslöt att fortsätta attacken ändå. Medan Styrka Y styrde söderut blev två av de tre kryssarna hittade av brittiska kryssare och tvingades falla tillbaka till Dakar och anlände dit igen den 20 september, då jagarna också hade anlänt. Den 22 september skulle passagerarfartyget SS Banfora anlända med en last 38 cm granater, och därför skickades franska spaningsflygplan upp i norr för att observera skeppets närmande; de överraskades fullständigt av den anglo-franska styrkans ankomst på morgonen den 23 september. En liten grupp fria franska trupper som skickades för att få styrkorna att överlämna hamnen till de Gaulle slogs tillbaka med kulspruteeld och Richelieus 10 cm kanoner avlossade varningsskott mot den fria franska avison Savorgnan de Brazza strax efter klockan 07:00. När sluparna Commandant Dominé och Commandant Duboc närmade sig klockan 08:10 avfyrade Richelieu återigen varningsskott från sina 10 cm kanoner. De brittiska krigsfartygen närmade sig hamnen och blev beskjutna av kustbatterierna, vilket fick de brittiska och franska befälhavarna de Gaulle och viceamiral John Cunningham att dra slutsatsen att de var tvungna att attackera hamnen direkt om operationen skulle lyckas.
Barham och Resolution öppnade eld mot Richelieu klockan 11:05, men dålig sikt försvårade britternas beskjutning och de avbröt eldgivningen efter tjugo minuter, efter att ha tillfogat kryssaren Montcalm och jagaren Le Malin splitterskador. De franska kustbatterierna träffade flera av kryssarna och jagarna, men Richelieu låg förtöjd mot norr, vilket hindrade henne från att delta i den inledande striden. Efter att britterna dragit sig tillbaka använde Marzin bogserbåtar för att vrida fartyget tillräckligt långt för att hon skulle kunna föra fram sitt huvudbatteri. De fria fransmännen försökte sedan gå i land längre österut vid Rufisque, men slogs tillbaka. Britterna och de fria fransmännen drog sig tillbaka för att omgruppera sig inför en ny attack nästa dag. Mellan 06:25 och 08:00 den 24 september inledde britterna tre anfall med Swordfish- och Blackburn Skua-flygplan. De fick inga träffar på Richelieu på grund av dålig sikt, och de nära träffarna orsakade inga skador. I gengäld sköt Richelieus luftvärn ned tre av sex flygplan och skadade ytterligare ett. Nittio minuter senare närmade sig de brittiska slagskeppen och två tunga kryssare och avfyrade sina 38 cm huvudbatterier mot Richelieu.
Richelieu besvarade elden klockan 09:40, men kanon nr 7 förstördes av en granat som detonerade i eldröret och kanon nr 8 skadades också svårt. Detta spårades först till användningen av det omgjorda drivmedlet från Strasbourg, men en senare utredning 1941 visade att explosionerna orsakades av ett fel i granatbasens utformning. Kanonerna 5 och 6 förblev i strid men lyckades inte göra några träffar. Klockan 09:57 träffade en av Richelieus sekundärkanoner HMS Barham. I gengäld tillfogade de brittiska fartygen endast mindre splitterskador innan de drog sig tillbaka klockan 10:07. Fransmännen hade räknat till cirka 160 granater som landade nära fartyget. Fransmännen lade ut rökridåer för att dölja Richelieu innan britterna åter gick till anfall klockan 12:53. Attacken riktades först mot en av jagarna innan de besköt hamnen under de följande 30 minuterna. Richelieu träffades inte och från 12:56 avfyrade hon kanonerna 5 och 6 mot de brittiska kryssarna och fick snabbt in mycket nära träffar och övertygade dem om att dra sig tillbaka. Hon avfyrade fyra 38 cm granater mot Barham klockan 13:11 – 13:12 men lyckades inte träffa, även om båda de brittiska slagskeppen träffades flera gånger av kustbatterier. Efter att ha dragit sig ur för dagen beslutade de Gaulle att avbryta operationen, men Cunningham övertygade honom om att tillåta ett sista försök nästa morgon. Under tiden beslutade Marzin att överföra besättningarna från torn 2 till torn 1, vilket också krävde att granater flyttades mellan magasinen.
När britterna närmade sig på morgonen den 25 september beslutade Marzin att angripa Barham med sitt huvudbatteri och Resolution med 15,2 cm kanonerna. Medan britterna intog sina stridspositioner sköt Richelieu ner ett spaningsplan strax före klockan 07:00. Hon öppnade eld klockan 09:04 med sitt huvudbatteri och avfyrade två skott som inte nådde fram, och kustkanonerna och kryssarna från Styrka Y följde efter kort därefter. Medan de brittiska slagskeppen vände för att kunna utnyttja sina bakre kanoner torpederade ubåten Bévéziers slagskeppet Resolution och skadade henne svårt. Barham undvek torpederna och öppnade eld mot Richelieu och klockan 09:15 fick hon en träff mittskepps som trängde in ovanför sidopansaret, utan att orsaka några skador. I gengäld träffade Richelieu Barham i hennes för, men orsakade endast mindre skador. Klockan 09:25 drog britterna sig tillbaka för att täcka Resolutions tillbakadragande. Totalt orsakades de franska krigsfartygen i hamnen en förlust på 100 döda och 182 sårade, med ytterligare 84 döda och 197 sårade bland civilbefolkningen.
Från och med den 29 september avdelades slagkryssaren HMS Renown och jagare från Styrka H för att patrullera utanför Dakar, eftersom britterna trodde att Richelieu skulle flyttas till Frankrike för reparation. De brittiska fartygen stannade kvar i området fram till den 1 oktober då det stod klart att fartyget inte skulle flyttas.

##### Reparationer och avhopp till de fria franska styrkorna

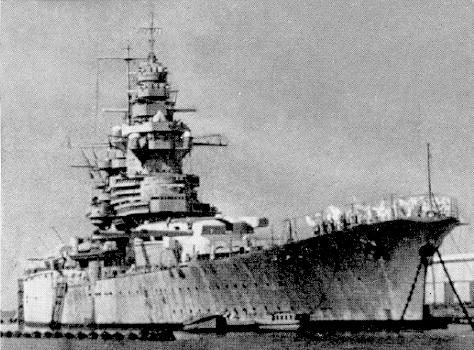
Richelieu i Dakar 1941.

Reparationer återupptogs omedelbart. Träffen från Barham orsakade inga allvarliga skador på fartyget, men den orsakade ändå en omfattande deformation av de inre skotten, pansardäcket trycktes ner där granaten hade träffat och rökkanalerna från pannorna skadades. Ledningar i området hade också skurits sönder av fragment och behövde bytas ut. Den 10 oktober försökte arbetarna fästa den plåt som hade tillverkats, men den fungerade inte; den skapade ingen vattentät förslutning, vilket innebar att de vattentäta skotten inte kunde pumpas ut. Plåten övergavs i hopp om att kassunen, som då höll på att bli klar, skulle fungera. Kassunen var klar i slutet av december, vilket gjorde det möjligt att pumpa skrovet torrt och sedan försegla det med svetsade plattor och cement. Skrovet var slutligen förseglat den 28 februari 1941. Ytterligare reparationer hindrades av den tyska vapenstilleståndskommissionen, som försökte bromsa framstegen för att förhindra att fartyget kunde återgå till full operativ status. De blockerade transporten av nya kanoner och en ny propelleraxel och begränsade överföringen av annan utrustning.
Under reparationsarbetet var fartyget inte särskilt aktivt under slutet av 1942, förutom att det angrep oidentifierade flygplan den 28 juli och 29 september 1941 samt den 26 februari och 12 maj 1942. Under denna period, i april 1941, fick fartyget den första radarn som installerades på ett franskt slagskepp. I juli anlände äntligen hennes Loire-sjöflygplan, tester med katapulterna genomfördes i oktober. Den 10 april 1942 genomförde fartyget en provskjutning med kanon nr 6 för att visa att problemet med granaternas utformning hade åtgärdats; alla sex granater avfyrades utan incidenter. Den 8 november landsattes amerikanska och brittiska styrkor i Franska Nordafrika (kodnamn Operation Torch), vilket fick tyskarna att invadera resten av Vichyfrankrike, vilket i sin tur fick amiral Darlan att hoppa av till de allierade tillsammans med resten av flottan.
Den amerikanska flottan skickade en grupp för att utvärdera de fartyg som Darlan kontrollerade för att avgöra vilka som skulle moderniseras i USA. Richelieu, det enda franska slagskepp som fortfarande var i tjänst, var en självklar kandidat. Den amerikanska flottan hade till en början inte varit intresserad av att reparera Richelieu; medan tyskarna och italienarna behöll ett antal kraftfulla slagskepp hade USA nyligen tagit i bruk eller skulle snart färdigställa åtta moderna slagskepp, vilket var mer än tillräckligt för att täcka USA:s behov under Stillahavskriget och för att skicka till Europa för att förstärka Royal Navy. Att reparera och modernisera ett fartyg av Richelieus storlek skulle dessutom kräva betydande resurser som kunde användas för andra ändamål. Men påtryckningar från Storbritannien och Fria Frankrike övertygade flottan att gå med på projektet. För Frankrike var hon det enda överlevande moderna slagskeppet och därmed en viktig symbol för nationell prestige, medan britterna länge hade försökt förvärva fartyget för att förstärka Medelhavsflottan, som vid den tiden bara hade två nya slagskepp att ställa mot sina tre italienska motsvarigheter. Hon genomförde sjötester mellan den 25 och 29 januari 1943 för att utvärdera motorerna, som inte hade använts sedan juli 1940. Hennes flygplansanläggningar och luftvärnsbeväpning togs bort under utvärderingsperioden, eftersom de skulle ersättas med amerikansk utrustning. Den 30 januari lämnade hon Dakar tillsammans med kryssaren Montcalm för att segla till New York, där båda fartygen skulle moderniseras. Richelieu färdades med en hastighet av 14 knop (26 km/h) och hennes roder måste hållas i sju grader för att kompensera för deformationen av skrovet. Fartygen anlände den 11 februari och den 18 februari togs Richelieu in i docka nr 5 vid Brooklyn Navy Yard för att påbörja moderniseringen.

#### I tjänst hos de fria franska styrkorna

##### Ombyggnad i New York
De politiska spänningarna mellan USA och Frankrike spelade en viktig roll för hur mycket Richelieu skulle komma att moderniseras. Den amerikanska flottan vägrade att överföra den senaste radarutrustningen med motiveringen att den var för hemlig. Därför begränsades mycket av förbättringen till att installera ett nytt luftvärnsbatteri samt en grundlig översyn och permanenta reparationer av torpedskadorna. Tre skift av arbetare, totalt cirka 2 000 man, arbetade på fartyget dygnet runt, sju dagar i veckan, under fem månader för att skynda på fartyget att åter tas i bruk. Modifieringarna av fartyget ökade dess deplacement med cirka 3 000 ton.

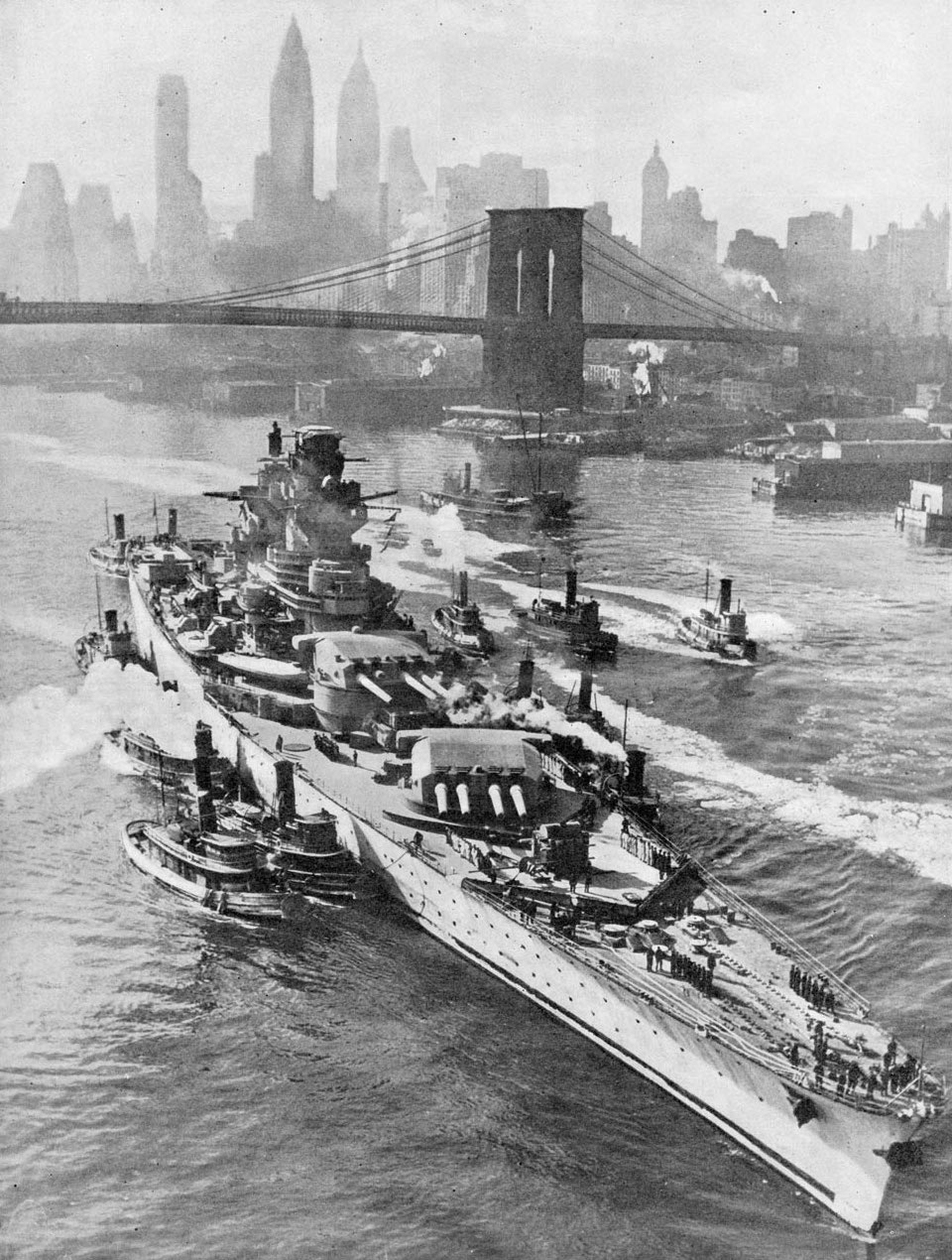
Richelieu anländer till New Yorks hamn.

Fartygets bestyckning krävde omfattande reparationer och modifieringar för att Richelieu skulle uppfylla moderna standarder. Först måste tre av de åtta kanonerna i huvudbatteriet bytas ut, vilket krävde att man tog bort taket på tornet. Eftersom kanonvaggorna var oskadade ersattes kanonerna helt enkelt med eldrör från Jean Bart. Ammunition till de primära och sekundära kanonerna var nu ett problem, eftersom källan, fabriker i Frankrike, var ockuperad av tyska styrkor. Ritningar för 38 cm granater togs fram i Dakar och skickades till USA, där ett kontrakt om tillverkning av 930 granater beställdes från Crucible Steel. Amerikanska 15,2 cm/47 Mk 16 granater användes som utgångspunkt för att förse 15,2 cm kanonerna, eftersom de hade samma kaliber och krävde relativt små ändringar för att användas i de franska kanonerna.
Richelieus 10 cm kanoner behölls, men det lätta luftvärnet bestod nu av 56 stycken Bofors 40 mm kanoner monterade i fyrdubbla fästen, alla med sin egen Mk 51-måldator. Dessa var placerade med två bredvid det övre tornet, två på vardera sidan av det främre tornet, ytterligare två per sida av det akterliga tornet och de återstående fyra på kvartsdäcket, där flygplanskatapulterna hade varit. Dessa kanoner kompletterades med femtio 20 mm Oerlikon-kanoner, alla i enkel- eller dubbelfästen. Nio var placerade på fördäck, fyra var monterade på det övre tornet, nio var placerade på den tidigare flyghangaren och resten var utspridda runt överbyggnaden, bland annat på tornen och skyddsdäcket.
Richelieus mast omformades kraftigt; den övre måldatorn till huvudkanonerna, som aldrig hade varit i drift och som hade tagits bort för att fartyget skulle kunna passera under Brooklynbron, återmonterades ej. De flesta av befälsutrymmena i tornet omvandlades till andra användningsområden. Eldledningssystemen för huvudbatteriet måste bytas ut och systemen för de sekundära kanonerna reparerades med nya ledningar och telefoner. Fartygets ursprungliga Anschütz-gyrokompasser ersattes med modeller från Sperry. Fartygets framdrivningssystem reviderades: turbinerna reparerades grundligt och pannorna fick nya rör.
För att reparera skrovet avlägsnades betongen, de delar som hade skadats värst av torpeden rensades från alla lagningar och deformerade skott och plåtar skars ut. Efter mer än två och ett halvt år i en tropisk hamn utan någon tid i en torrdocka behövde skrovet underhåll utöver att bara reparera torpedskadorna, även om det med tanke på de förhållanden som det hade utsatts för var i ganska gott skick. Det sandblästrades och de delar av plåten som uppvisade gropar fick nya plåtar svetsade över. Styrbords propelleraxlar behövde också repareras: monteringsfästena rätades ut, men den inre axeln var för skadad och måste bytas ut. Bethlehem Steel tillverkade en ny axel som installerades i juni.

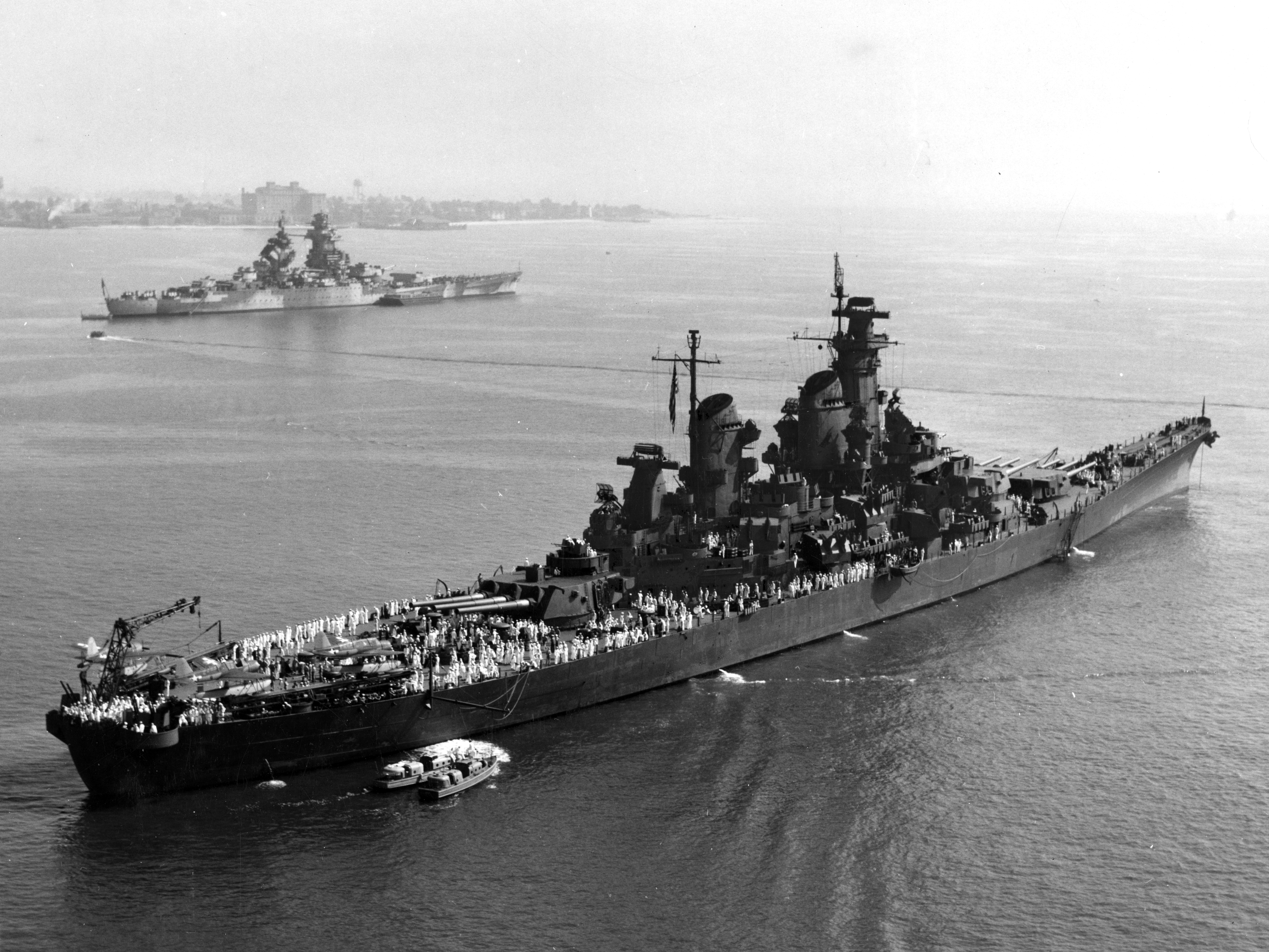
Richelieu (till vänster) tillsammans med vid Hampton Roads.

Från slutet av augusti och fram till mitten av september började Richelieu genomföra tester av sina kanoner i Chesapeake Bay. När huvudbatteriet avfyrades den 29 augusti visade det sig att det behövdes en sprängskärm för att skydda 20 mm kanonerna på fördäck, eftersom testet oavsiktligt förstörde två av kanonerna och deras ammunitionsskåp. Med sitt normala deplacement nu på 43 600 ton och med ett lätt böjt skrov (möjligen orsakat av torpedträffen) påbörjade Richelieu tester av maskineriet i slutet av september. Den 25 september nådde fartyget sin nya topphastighet på 31,5 knop (58,3 km/h) och behöll den hastigheten i 30 minuter, trots deformationen av skrovet och den betydande ökningen av deplacementet.
När fartyget var färdigbyggt hade fartygets deplacement ökat till 43 957 ton i normal last och 47 728 ton med full last, medan djupgåendet ökade till 9,22 meter respektive 10,68 meter. Jämfört med sin ursprungliga besättning på 1 569 officerare och manskap skulle Richelieu nu bemannas med totalt 1 930 personer, av vilket 86 var officerare, 287 underofficerare och 1 557 värnpliktiga. Den stora ökningen av besättningen var till stor del ett resultat av de extra luftvärnskanonerna och radarsystemen. Fartyget genomförde ytterligare tester under oktober månad och den 14 oktober var fartyget slutligen redo att ge sig iväg till europeiska vatten.

##### Återkomst till Europa

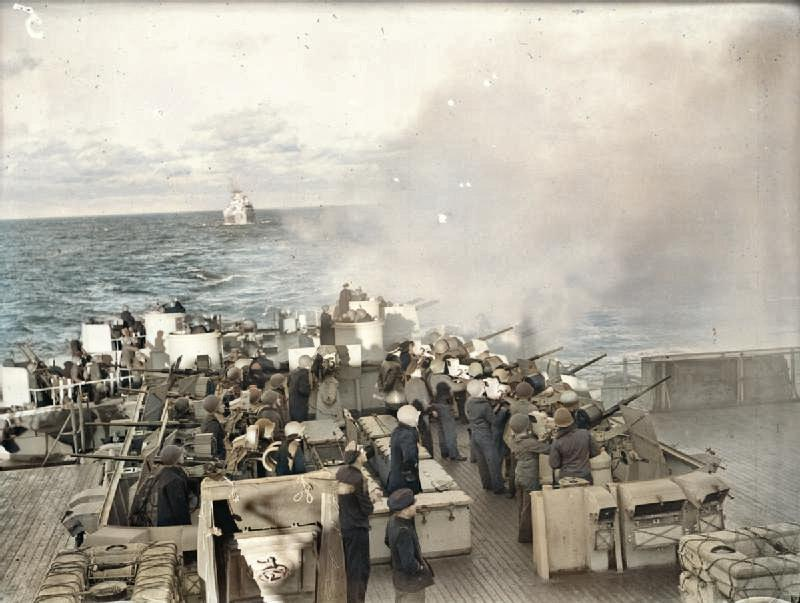
Richelieus luftvärnsbesättningen deltar i en övning tillsammans med den brittiska flottan.

Richelieu lämnade USA den 14 oktober, eskorterad av jagarna USS Tarbell och USS Ellet. Jagarna avvek under tiden, vilket gjorde det möjligt för Richelieu att hålla en hastighet på 24 knop (44 km/h). Fartyget stannade i Azorerna, där det mötte de franska jagarna Le Fantasque och Le Terrible och den brittiska jagaren Active, som dock var begränsad till en hastighet på 20 knop (37 km/h); Active lämnade snabbt gruppen, som fortsatte till Mers-el-Kébir. Där fyllde hon på med förnödenheter; det hade varit meningen att fartyget skulle placeras med Medelhavsflottan, men Italien hade kapitulerat i september, vilket undanröjde hotet från de italienska slagskeppen av Littorio-klassen. Richelieu skickades istället norrut för att ansluta sig till hemmaflottan, som omfattade de fyra överlevande slagskeppen av King George V-klassen. När Richelieu lämnade Medelhavet rekommenderade Cunningham, som nu var befälhavare för Medelhavsflottan, amiralitetet att hon skulle utrustas med eldledningsradar. Fartyget eskorterades av jagarna HMS Musketeer och HMS Scourge och vid ankomsten till Scapa Flow inspekterade amiral Bruce Fraser, befälhavare för hemmaflottan, slagskeppet den 24 november. Arbetet med att installera en typ 284 radar påbörjades omedelbart samtidigt som fartyget inledde en intensiv träningsperiod för att acklimatisera fartygets besättning till att operera med brittiska enheter.
Fartyget var inte särskilt aktivt under vintern 1943-1944 och deltog först i februari 1944 i Operation Posthorn. Richelieu, slagskeppet HMS Anson och hangarfartyget HMS Furious lämnade Scapa Flow den 10 februari för en räd mot tysk sjöfart utanför det ockuperade Norge. Målet var att locka de tyska tunga kryssarna i området så att de två slagskeppen kunde förstöra dem. Hangarfartygen åstadkom inte mycket, de sänkte ett enda fraktfartyg på 3 000 ton och skadade ett reparationsfartyg. Flottan återvände till hamnen den 12:e, och Richelieu seglade därefter till Rosyth i tio dagar för att låta besättningen vila. I mars bestämde de allierade att fem slagskepp ej behövdes för att kunna möta slagskeppet Tirpitz (som hade skadats i september 1943). Som ett resultat av detta avdelades Richelieu för andra operationer. De allierade övervägde först att använda henne för att stödja invasionen av Normandie, men eftersom hon endast var försedd med pansarbrytande granater skickades hon i stället för att förstärka den brittiska östra flottan, tillsammans med en grupp eskorthangarfartyg.
Fartyget åkte därefter till Greenock för att ta emot bränsle och ammunition, innan hon seglade söderut till Medelhavet med en eskort av tre brittiska jagare. Den 26 mars stannade fartyget i Alger för ytterligare bunkring. Där fick det besök av general Henri Giraud och amiral André Lemonnier. Richelieu seglade därefter till Suezkanalen med en hastighet på 25 knop (46 km/h); under resan började hon få betydande problem med pannorna. Pannorna fick inte tillräckligt med syre, och förbrände därför inte bränslet fullt ut. Detta ledde till att rören snabbt blev nedsmutsade och orsakade överhettning. Richelieu stannade i Aden för att reparera pannrören, men problemet kunde inte åtgärdas.

##### Första insatsen med den brittiska östflottan

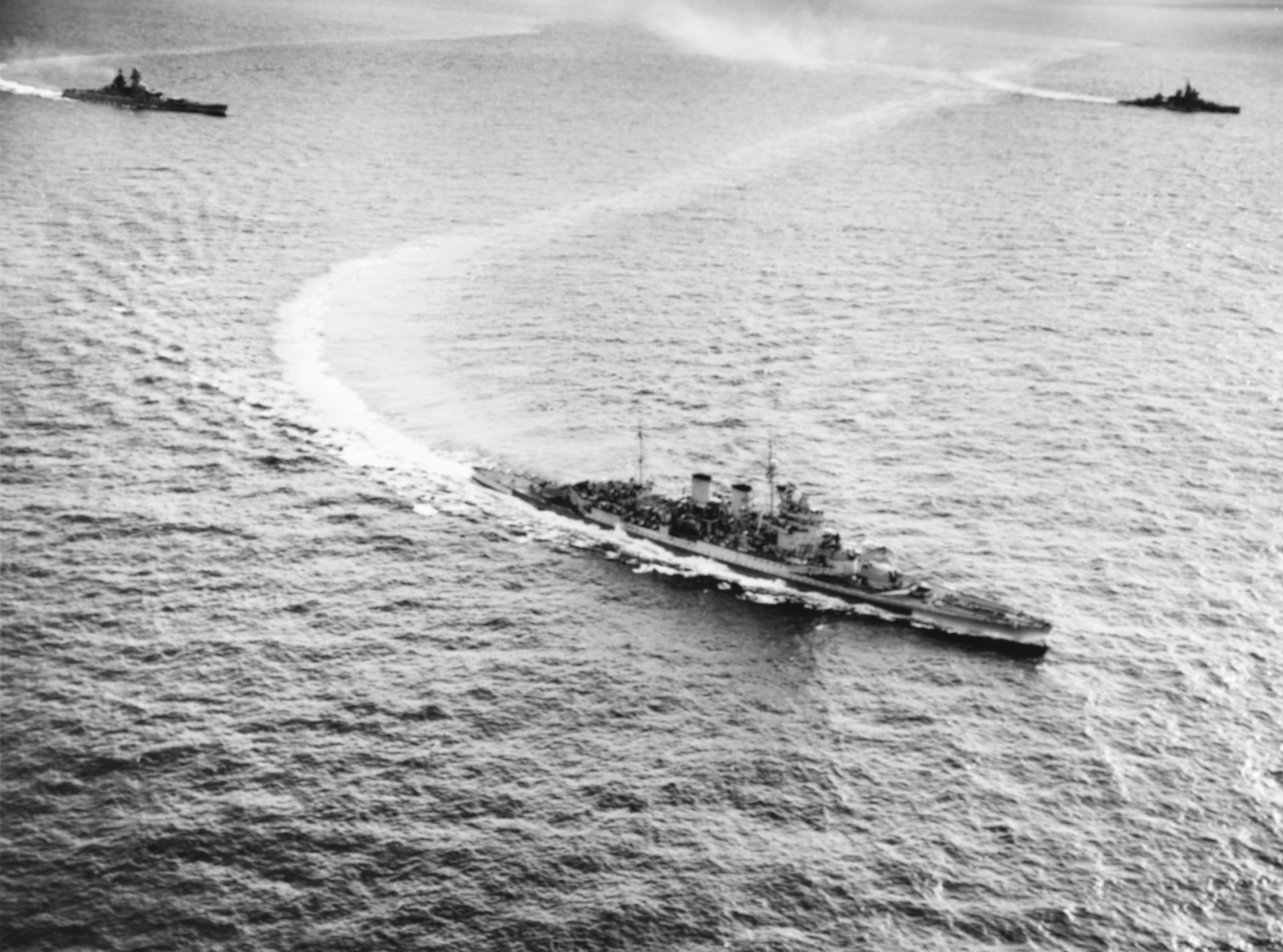
Richelieu (till vänster) med slagkryssaren Renown (center) och slagskeppet Valiant (till höger) under Operation Transom den 12 maj 1944

När Richelieu anlände till Indiska oceanen fick hon en eskort bestående av jagarna Rotherham, Racehorse och Quadrant. De fyra fartygen anlände till Trincomalee på Ceylon den 10 april, där de anslöt sig till en allierad flotta som bestod av hangarfartygen Illustrious och USS Saratoga, slagskeppen Valiant och Queen Elizabeth samt ett stort antal kryssare och jagare, under ledning av amiral James Somerville. Den 16 april satte den östra flottan i gång med Operation Cockpit, en avledande räd för att distrahera japanerna medan de amerikanska styrkorna landsteg vid Hollandia på Nya Guinea. Somerville delade upp sin flotta i två eskadrar; Richelieu tjänstgjorde i Styrka 69, huvuddelen, med Queen Elizabeth och Valiant, medan Renown opererade med de två hangarfartygen. Planen för Operation Cockpit innebar att hangarfartygen skulle slå till mot hamnen i Sabang, Nederländska Ostindien. Flottan anlände till sin position tidigt den 19 april, och efter att hangarfartygens flygplan slagit till mot hamnen gick japanska bombplan till motattack och Richelieu bekämpade flygplanen med sina 10 cm och 40 mm batterier.
Östflottans nästa stora operation, Operation Transom, var planerad att sammanfalla med de amerikanska operationerna i centrala Stilla havet för att hålla den japanska flottan baserad i Singapore borta från den amerikanska flottan. För denna operation var målet den stora basen i Surabaya, som också hade betydande oljeraffinaderier. Östflottan gav sig av den 7 maj och stannade för att tanka den 15 maj innan den anlände två dagar senare. Anfallet fortskred händelselöst för Richelieu och den 18 maj gav sig den amerikanska kontingenten iväg för att återförenas med den amerikanska huvudflottan i Stilla havet medan östflottan återvände till Trincomalee och anlände den 27 maj. Två dagar senare seglade Richelieu, Queen Elizabeth och sex jagare till Colombo för att låta sina besättningar vila. Där fick Richelieu besök av amiral Louis Mountbatten, högsta allierade befälhavare för den sydostasiatiska skådeplatsen.
Somerville planerade en ny räd i mitten av juni: Operation Pedal, ett hangarfartygsangrepp mot hamnen i Port Blair på Andamanerna. Syftet med attacken var att återigen distrahera de japanska flottenheterna i Singapore medan de amerikanska styrkorna påbörjade Operation Forager, invasionen av Marianerna. För den engelsk-franska operationen tog Somerville endast de snabba fartygen, Richelieu, Renown och Illustrious med tillhörande kryssare och jagare. Dessa fartyg, som kallades Styrka 60, påbörjade sin sorti den 19 juni och två dagar senare slog Illustrious flygplan till mot japanska mål i hamnen. Fartygen kom tillbaka till Trincomalee den 23 juni. Operation Crimson följde i juli, och eftersom den japanska flottan inte svarade på de tidigare räderna beslutade Somerville att använda sina slagskepp och slagkryssare för att bombardera Sabang och Sumatra. Richelieu och de andra fartygen genomförde skjutövningar den 7, 14-15 och 17 juli som förberedelse för räden. Enligt planen skulle Richelieu, Valiant, Queen Elizabeth och Renown, med stöd av kryssare, beskjuta hamnen på längre avstånd medan den nederländska kryssaren Tromp ledde en grupp jagare i en närstrid. Illustrious, tillsammans med hangarfartyget Victorious, som nyligen anlänt, tillhandahöll luftunderstöd för flottan.

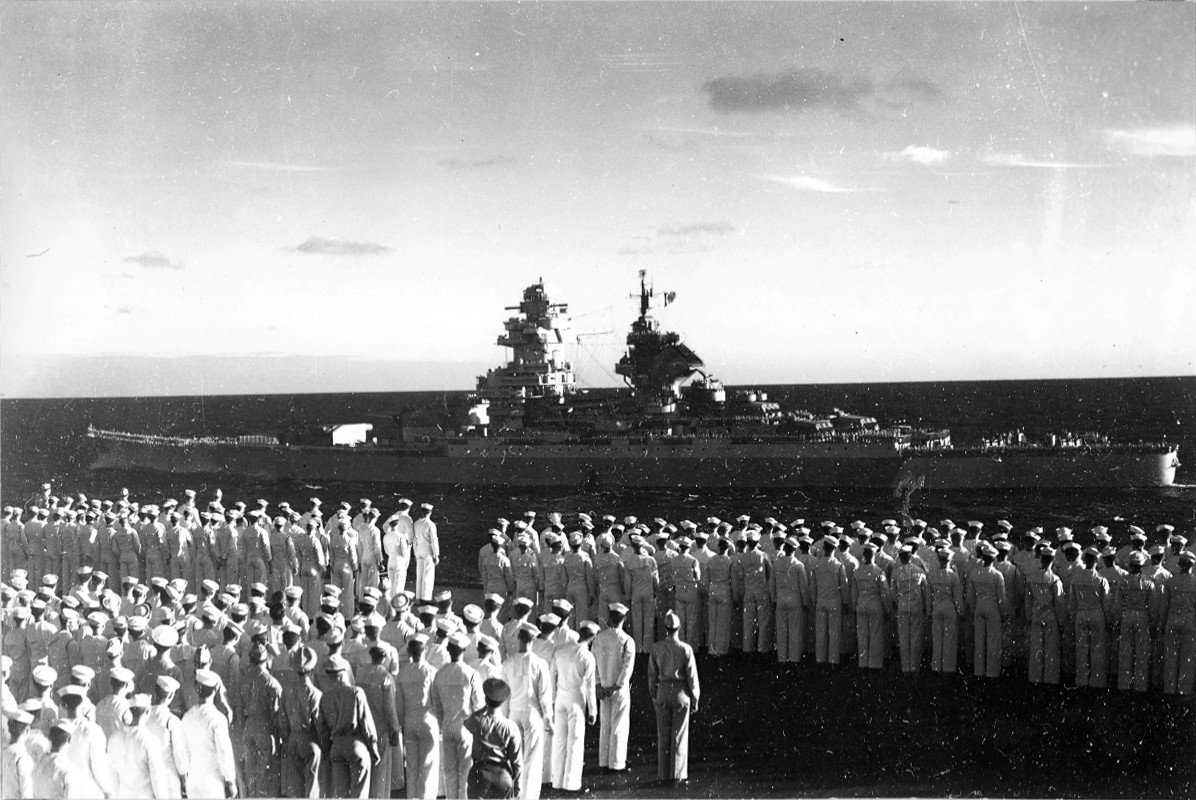
Richelieu 18 maj 1944 efter Operation Transom. Bild tagen från USS Saratoga

Östraflottan avgick den 22 juli och anlände på morgonen den 25 juli; hangarfartygen inledde sina flygpatruller och örlogsfartygen närmade sig sina mål. Richelieu var det sista fartyget i linjen, bakom Renown. Queen Elizabeth, det ledande slagskeppet, öppnade eld klockan 06:54 på ett avstånd av 6 000 meter. De andra fartygen följde snabbt efter och F4U Corsair-jaktplan cirkulerade över dem för att upptäcka de fientliga fartygens kanoner. Richelieu avfyrade fyra salvor, och hon fick in en träff med den andra salvan, vilket förstörde flera byggnader och skadade ett kraftverk. Hennes sekundära kanoner neutraliserade ett japanskt kustartilleribatteri som hade angripit Tromp. Klockan 07:15 upphörde fartygen att skjuta, och under det korta bombardemanget hade Richelieu avfyrat 81 APC-granater från huvudbatteriet - detta motsvarade en eldhastighet på en salva var 50:e sekund, nästan dubbelt så snabbt som de brittiska fartygen. Japanska flygplan attackerade flottan när den drog sig tillbaka, men de hölls på avstånd av hangarfartygens jaktplan och tung luftvärnseld från fartygen. Flottan återvände till Trincomalee den 27 juli.
Vid den här tiden började Richelieu få problem att upprätthålla en hög hastighet, vilket berodde på fortsatta problem med pannorna och biologisk påväxt på skrovet. Amiral Laurence E. Power, som hade ersatt Somerville som flottchef, avdelade Richelieu för en ombyggnad. Britterna hade till en början erbjudit den flytande torrdockan AFD-23, men Merveilleux du Vignaux trodde inte att torrdockan skulle kunna ta emot ett fartyg av hennes storlek (han visade sig ha rätt när AFD-23 kapsejsade den 8 augusti med Valiant ombord). Richelieu seglade den 6 september mot Alger med tre eskorterande jagare. Le Terrible och Le Fantasque tog över eskorten efter att Richelieu passerat Suezkanalen, och den 23 september anlände de tre fartygen till Alger. Richelieu ångade sedan norrut till Toulon den 1 oktober där hon återigen fick besök av Lemonnier, men varvet där var i ruiner, så hon flyttades till Casablanca den 10 oktober för att renoveras. Förutom skrovrengöring och pannreparationer fick hon nya eldlednings- och spaningsradarsystem installerade, bland annat en amerikansk SG-1 sökradar, en brittisk typ 281B luftsökradar och en typ 285P eldledningsradar, samt annan utrustning, bland annat en FV1 störsändare och högfrekvent pejlutrustning.

##### Andra insatsen med den brittiska östflottan

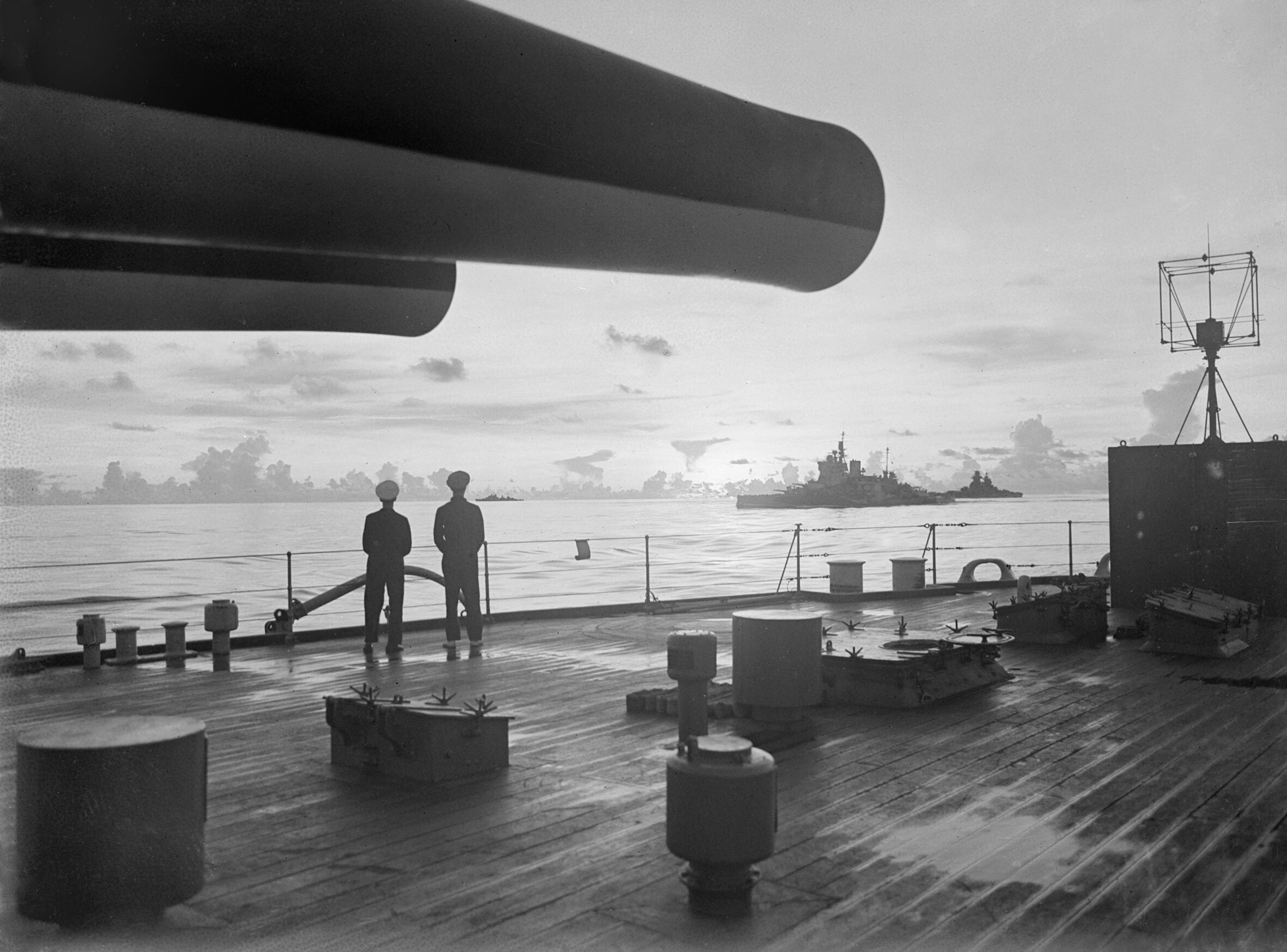
Här syns Richelieu (höger bakgrund) och Valiant från HMS Queen Elizabeths däck

Den 23 januari 1945 seglade Richelieu från Casablanca till Gibraltar och anlände dit två dagar senare för att få sitt skrov rengjort och ommålat. Fransmännen försökte sätta in en oberoende insatsstyrka bestående av Richelieu, de fyra lätta kryssare som fortfarande var i tjänst och fyra jagare, i syfte att återupprätta fransk kontroll i Indokina. Men USA motsatte sig detta och vägrade att tilldela de hangarfartyg och stödfartyg som skulle ha varit nödvändiga för en ytterligare oberoende flotta, och Richelieu kunde därför bara skickas tillbaka ensam till den östra flottan. Fartyget genomförde i februari tester som visade att problemet med dess pannor äntligen hade rättats till och därefter satte fart mot Trincomalee, dit hon anlände den 20 mars. Vid den här tiden hade de moderna delarna av östra flottan avskilts för att bilda den brittiska stilla havsflottan, och den östraflottan döptes om till ostindiska flottan. Denna enhet, som fortfarande stod under Powers befäl, bestod av Queen Elizabeth och Renown, nio kryssare, tio eskorthangarfartyg och tjugo jagare. Den japanska flottans styrka i Singapore hade också minskat betydligt till endast fyra tunga kryssare och några jagare.
Under de kommande veckorna var Richelieu upptagen med skjutövningar med sina primära och sekundära batterier och tester av luftvärnsradar- och ledningssystem. Richelieu, som nu var tilldelad Styrka 63 i ostindiska flottan, seglade den 8 april för att delta i Operation Sunfish, ytterligare ett bombardemang av Sabang medan flygplan spanade efter möjliga stränder att landstiga på nära staden Padang på Sumatras kust. Fartygen som tilldelades operationen bestod av Richelieu, Queen Elizabeth, två tunga kryssare, två eskorthangarfartyg och fem jagare. Tidigt den 11 april besköt de två slagskeppen, en av kryssarna och tre jagare ön medan de andra fartygen genomförde spaning. Richelieu avfyrade sju salvor med sitt huvudbatteri och använde sina sekundära kanoner för att återigen tysta kustbatteriet på ön. Japanska flygplan inledde en dåligt koordinerad attack mot slagskeppen men de lyckades inte få några träffar. Efter ytterligare hangarfartygsoperationer runt Padang återvände flottan till hamnen den 20 april.
Nästa stora operation följde en vecka senare. Operation Bishop, en attack mot japanska flygfält på Nikobarerna- och Andamanerna, skulle täcka den brittiska arméns landstigning i Rangoon i Burma. Enligt planen skulle ostindiska flottan delas upp i flera grupper, var och en med eskorterande kryssare och jagare: fyra av eskorthangarfartygen skulle direkt stödja landstigningarna, Richelieu och Queen Elizabeth bildade var och en oberoende stridsgrupper, och ett annat par eskorthangarfartyg tillhandahöll luftunderstöd för örlogsfartygens stridsgrupper. Flottan gav sig iväg den 27 april och nådde Car Nicobar två dagar senare. Richelieu besköt flygfälten på ett avstånd av 23 600 meter och avfyrade totalt 80 stycken 38 cm och 45 stycken 15,2 cm granater. Flottan fortsatte sedan till Andamanerna, och klockan 17:30 öppnade Richelieu eld mot Port Blair; dålig sikt försvårade hennes attack och hon upphörde med eldgivningen klockan 18:07, då hon vid det här laget hade förbrukat den ammunition från huvudbatteriet som hade tilldelats för bombardemanget. Hon återvände dock den 2 maj för att beskjuta hamnen med sina sekundära kanoner, avfyrade 120 skott och orsakade betydande skador på hamnanläggningarna. Flottan seglade norrut till Rangoon för att stödja landstigningen, men det upptäcktes att japanerna redan hade dragit sig tillbaka, vilket gjorde att flottan kunde återvända till Trincomalee den 8 maj.

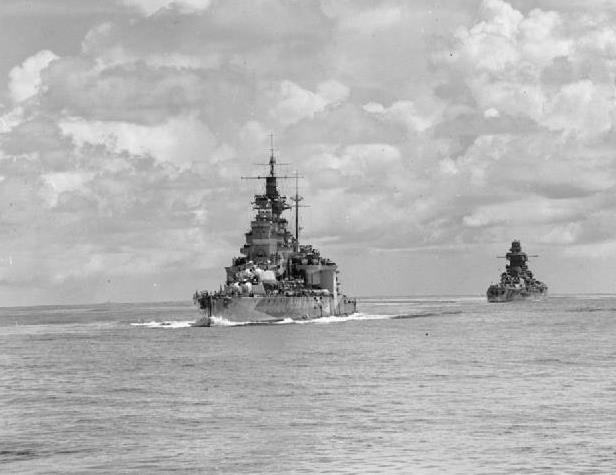
Richelieu och HMS Valiant under Operation Bishop

Ett dekrypterat japanskt radiomeddelande avslöjade att kryssaren Haguro och jagaren Kamikaze skulle segla från Singapore till Port Blair för att evakuera garnisonen där natten mellan den 12 och 13 maj, medan ett annat transportfartyg skulle hämta trupperna vid Car Nicobar. Den 9 maj upptäckte ett par brittiska ubåtar Haguro när hon passerade genom Malackasundet, så den ostindiska flottan inledde Operation Dukedom för att hejda de japanska fartygen. Richelieu seglade tillsammans med den tunga kryssaren HMS Cumberland som Grupp 3 i Styrka 61. Haguro och Kamikaze, som var medvetna om att allierade fartyg var till sjöss, vände tillbaka, även om de upptäcktes av flygplan från eskorthangarfartygen och sänktes sedan av jagare från den 26:e jagarflottiljen innan Richelieu och Cumberland hann komma fram. Japanska flygplan attackerade flottan när den drog sig tillbaka till Trincomalee men var återigen dåligt koordinerade och de lyckades inte skada fartygen. Richelieu anlände till hamnen den 18 maj.
Vid ankomsten bunkrade Richelieu, och under de kommande veckorna reparerades fartygets pannor. De bombardemang som genomförts tidigare under året hade visat att huvudbatteriets granater hade en alltför dålig träffsäkerhet, särskilt om båda kanonerna på ena sidan av tornet avfyrades samtidigt. Besättningen kunde inte fastställa orsaken till problemet, även om tester med de renoverade laddningarna från Strasbourg minskade problemet. Den 3 juni anlände jagaren Le Triomphant med reservdelar till Richelieu, som skickades till Durban för ytterligare en ombyggnad. Richelieu anlände den 18 juli och arbetet pågick från den 31 juli till den 10 augusti. Tretton av fartygets 20 mm kanoner ersattes med fyra 40 mm kanoner, eftersom de lättare kanonerna hade visat sig vara ineffektiva mot kamikaze-flygplan. Fartyget genomförde övningar och tester utanför Sydafrika innan det seglade till Diego Suarez och slutligen kom tillbaka till Trincomalee den 18 augusti, då Japan hade kapitulerat.

### Efterkrigstiden
Omedelbart efter Japans kapitulation inledde franska och brittiska styrkor sina försök att återta kontrollen över de av Japan ockuperade kolonierna. Den 7 september gav sig Richelieu iväg tillsammans med det brittiska slagskeppet Nelson för att delta i Operation Zipper, landstigningen på Sumatra. Två dagar senare detonerade Richelieu en magnetisk mina, men fick endast små skador; kraften från explosionen tryckte in vissa skrovplattor med 10-12 cm och orsakade mindre skador på belysningen, men fartyget stannade kvar i flottan. Efter att ha landsatt trupperna utan motstånd flyttades Richelieu till Singapore den 11 september för att delta i Operation Tiderace, befrielsen av staden, dagen därpå. Hon återvände till Trincomalee den 16 september innan hon återigen gav sig iväg den 27 september mot Indokina. Hon färdades tillsammans med Le Triomphant som eskort för transportfartygen Queen Emma och Princess Beatrix, som transporterade franska soldater för att återupprätta kolonialstyret i Indokina. Vietminh motsatte sig det franska styret, och vid ankomsten användes Richelieu för att stödja styrkorna i land på olika sätt: hon fungerade som uppsamlingsplats, sjukhus, artilleriunderstöd och trupptransportfartyg.
Richelieu, Le Triomphant och Le Fantasque deltog i Operation Mapor i Nha Trang den 20-26 november och gav eldunderstöd till styrkor som kämpade i området. Vid denna tidpunkt hade en fransk eskader bestående av hangarfartyget Béarn och kryssarna Gloire, Suffren och Émile Bertin anlänt i mitten av oktober, vilket gjorde att Richelieu kunde återvända till Frankrike. Innan Richelieu lämnade området gavs fyra av hennes 40 mm kanoner och de flesta av sina 20 mm kanoner till landstyrkorna, tillsammans med ett betydande lager av ammunition till kanonerna och 15,2 cm granater. Hon seglade iväg den 29 december och anlände till Toulon den 11 februari 1946 och deltog därefter i transporten av franska soldater från Frankrike tillbaka till Nordafrika. När detta var slutfört, seglade hon norrut till Cherbourg för att torrdockas den 16 mars. Reparationerna pågick till den 20 juli och bestod i att byta ut styrbords propeller, åtgärda skrovskador från minan i september 1945 och göra en grundlig översyn av hennes pannor.
När reparationerna var klara seglade Richelieu till Storbritannien för att transportera besättningen till hangarfartyget HMS Colossus, som skulle lånas ut till Frankrike i fem år under namnet Arromanches. Richelieu påbörjade därefter en utbildningskryssning som innebar stopp i Casablanca, Mers-el-Kébir och Dakar. Senare samma år besökte hon Portugal i sällskap med Arromanches. Hon återvände till Brest för modifiering av sekundärartilleriet från februari till mars 1947. Fartyget utgjorde därefter kärnan i en stridsgrupp som inkluderade tre före detta tyska jagare och som var baserad i Cherbourg. Gruppen, tillsammans med en hangarfartygsgrupp centrerad runt Arromanches och en kryssargrupp, båda baserade i Toulon, slogs samman till Force d'Intervention, med Richelieu som flaggskepp för viceamiral Robert Jaujard. Förbandet utförde en utbildningskryssning till Afrika i maj och juni, som inleddes med att de tre grupperna samlades i Casablanca den 8 maj. Richelieu anlände tillbaka till Cherbourg den 13 juni och inledde en period av underhåll och utbildning av nya besättningsmedlemmar. Ytterligare en utbildningskryssning till Nordafrika följde i slutet av 1947, och där genomförde hon skjutövningar för att försöka fastställa orsaken till den dåliga precisionen hos kanonerna. Den efterföljande installationen av 60 millisekunders fördröjning i avfyrningskretsarna för de yttre kanonerna i tornen skapade tillräckligt med tid mellan granaterna för att de inte skulle störa varandra under flygningen, vilket avsevärt förbättrade precisionen.
Force d'Intervention återaktiverades för ytterligare en kryssning i början av 1948. De tre grupperna träffades i Toulon och genomförde sedan övningar utanför Nordafrika. I Mers-el-Kébir skadades fartyget något när det låg förtöjt i hamnen. Efter avslutade manövrar upplöstes styrkan och Richelieu seglade norrut till Brest och anlände den 29 maj. Fartyget var i behov av en grundlig renovering och det torrdockades i Cherbourg från augusti till september för att undersöka det arbete som skulle behövas. Jaujard lämnade fartyget och besättningen reducerades till 750 man. Eftersom den franska marinbudgeten var mycket begränsad på grund av den förstörda franska ekonomin under de närmaste efterkrigsåren sköts Richelieus ombyggnad upp för att medlen skulle kunna användas till att färdigställa Jean Bart i stället. Richelieu placerades därför i reserv den 1 april 1949. Upprustningen påbörjades slutligen den 1 januari 1950 och pågick till den 24 oktober 1951 och omfattade en grundlig översyn av hennes framdrivningsmaskineri, utbyte av hennes slitna huvud- och sekundärbatterikanoner och reparationer av hennes luftvärnskanoner, tillsammans med andra modifieringar.

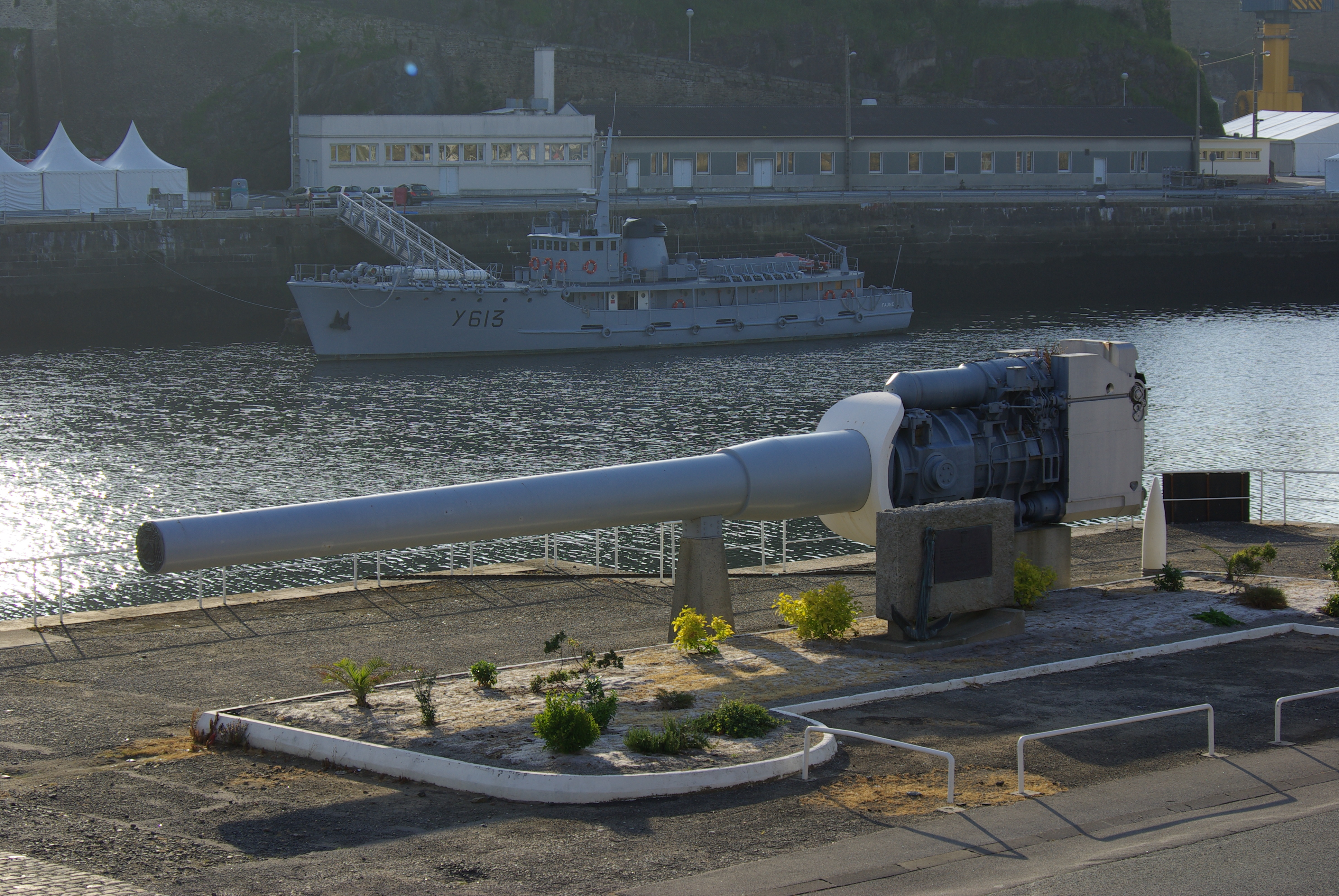
En av de två kvarvarande 380 mm kanonerna från Richelieu

Under ombyggnaden beslutades det att fartygets luftvärnsbatteri var för gammalt för att fartyget skulle kunna operera i en tid med jetflygplan. Tillsammans med behovet av att uppdatera fartygets radar och elektronik och installera mer moderna befälsutrymmen skulle kostnaderna ha blivit oöverkomligt höga för den franska flottan. Istället för att modernisera fartyget helt och hållet beslutade marinen att använda Richelieu som utbildningsfartyg i skytteskolan i februari 1951. Efter att ha slutfört ombyggnaden genomgick fartyget i november försök som innebar att nio skott per kanon avlossades från huvudbatteriet; detta skulle bli sista gången Richelieu avfyrade sina 38 cm kanoner. Från och med maj 1952 var fartyget baserat i Toulon som flaggskepp för CA Champion, och hon tillbringade de kommande åren med att genomföra skjutövningar med de sekundära och mindre kanonerna för att utbilda flottans skyttar. Ytterligare en ombyggnad följde från oktober 1953 till februari 1954. Den innebar att den brittiska eldledningsradarn ersattes med en fransktillverkad.
För första och sista gången seglade Richelieu och Jean Bart tillsammans den 30 januari 1956. Fartygets användning som sjögående skytteutbildningsskepp avslutades i februari. För att förbereda Richelieu för reserv installerades avfuktare i de sekundära tornen för att förhindra rost och 10 cm och de fyrdubbla 40 mm kanonerna täcktes. De enkelmonterade 40 mm kanonerna och alla de 20 mm kanoner som fortfarande fanns ombord på fartyget avlägsnades. Hon användes därefter som stationärt skolfartyg för reservofficerare och som flytande kasern fram till den 30 september 1967, då hon ströks ur marinregistret. Hon döptes om till Q432 och såldes i september till varvet Cantieri Navali Santa Maria i Genua. Innan hon lämnade Brest avlägsnades de fyra 38 cm kanonerna i torn nummer ett och två av dem bevarades senare, en i Brest och den andra i Ruelle. Richelieu bogserades sedan till La Spezia, där hon skrotades under det följande året.